# Estadio Nacional de Costa Rica
Estadio Nacional de Costa Rica (svenska: Costa Ricas nationalarena) är en multifunktionsarena i La Sabana Metropolitan Park i San José, Costa Rica. Den är den första moderna sport- och evenemangsarenan som byggdes i Centralamerika. Stadion stod färdig 2011 och öppnade officiellt sina dörrar för allmänheten den 26 mars samma år, med en kapacitet på 35 175 platser. Stadion ersatte den ursprungliga National Stadium och är hemarenan för Costa Ricas fotbollslandslag. 
Den har en högupplöst 160 kvadratmeter stor resultattavla, placerad i den södra delen av stadion, tillsammans med en mindre monokromatisk skärm, och en annan monokromatisk skärm av samma dimensioner i den norra sektionen.
Stadion användes vid [[U17-världsmästerskapet i fotboll för damer 
2014|U17-VM i fotboll för flickor 2014]] för i öppningsmatchen, match om tredjeplatsen och finalen.
Arenan användes för att vara värd för matcher under U20-världsmästerskapet i fotboll för damer 2022, för öppningsmatchen och finalen, samt var värd för den första showen av Coldplays Music of the Spheres World Tour på grund av landets gröna meriter.

## Historik
Den initiala kostnaden för arenans uppförande var 88 miljoner USD, men växte till 100 miljoner USD. Den kinesiska regeringen finansierade byggnationen, inredningen och allmänna kostnader för stadion på egen hand. Den gamla nationalstadion revs den 12 maj 2008, efter match mellan UCR (Universidad de Costa Rica) och Brujas FC   och ett 200-meters lopp där Nery Brenes satte ett nytt nationellt rekord (20,28 sekunder).
Costa Ricas president Óscar Arias och ledaren för Folkrepubliken Kina Hu Jintao avtalade att bygga stadion under Arias första besök i Kina i oktober 2007. Bygget började den 12 mars 2009, och stod klart under 2011.
Det kinesiska företaget Anhui Foreign Economic Construction var ansvarig för uppförandet av stadion. Omkring 800 kinesiska arbetare immigrerade till Costa Rica i samband med projektet. 

## Invigning

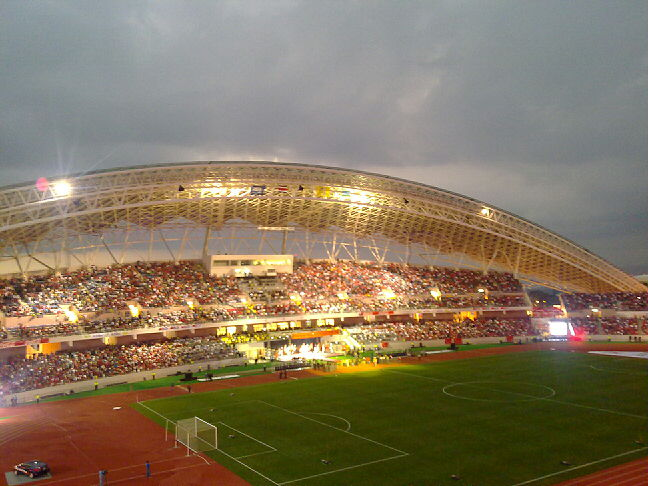
Stadion under invigningsceremonin.

Den storslagna invigningsceremonin ägde rum den 26 mars 2011. Nationella och internationella sportaktiviteter och underhållning pågick till och med den 10 april. En officiell stadioninvigningswebbplats informerade befolkningen om alla invigningsprogram.
Det viktigaste invigningsevenemanget var en vänskapsmatch i fotboll mellan Costa Rica och Kina, som slutade 2–2, där Álvaro Saborío gjorde det första målet någonsin på stadion.
Under 2011 var den nya arenan föremål för en tung investering som gjordes av Costa Ricas fotbollsförbund för att driva costaricansk fotboll till världsscenen. För att göra detta organiserade förbundet vänskapsmatcher mot tidigare FIFA World Cup-vinnarna Argentina, Brasilien och Spanien, där de senare var de senaste vinnarna av turneringen.

## Brandincident
Under öppningsceremonin av 2013 års centralamerikanska spel bröt en brand ut på stadion på grund av ett vårdslöst fyrverkeri som träffade den västra delen av stadiontaket. Branden skadade en del belysningsutrustning men stadion användes fortsatt för spelen.